# Francisco Giner de los Ríos
Francisco Giner de los Ríos (Ronda, 10 d'octubre de 1839 - Madrid, 17 de febrer de 1915) fou un filòsof, pedagog i assagista espanyol.
Va cursar l'ensenyament mitjà a Cadis i Alacant, i l'educació universitària a Barcelona. En 1863 es trasllada a Madrid i allí entra en contacte amb el grup dels krausistes.
El 1867 obtingué la càtedra de Filosofia del Dret i va ser deposat com altres krausistes pel marquès d'Orovio. Després de 1868 va recuperar la seva càtedra, i en molt poc temps va passar a liderar el corrent krausista per la mort de Julián Sanz del Río, de qui va ser deixeble. Va estar influenciat per Rousseau, Fröbel i Pestalozzi.
Fou fundador, el 1876, i director de la Institución Libre de Enseñanza.
Com a continuador del krausisme en l'últim terç del segle xix i els primers anys del xx, va exercir un influx enorme sobre els seus deixebles i va renovar la vida intel·lectual espanyola, l'educació i àdhuc la mateixa sensibilitat del país.

## Obres
- Principios de derecho natural (1875)
- Estudios jurídicos y políticos (1875)
- Estudios de literatura y arte (1876)
- Estudios filosóficos y religiosos (1876)
- Estudios sobre educación (1886)
- Resumen de filosofía del derecho (1898)
- La persona social (1899)
- Estudios de filosofía y sociología (1904)

## Epònims de centres educatius
Diversos centres d'ensenyament porten el nom de Giner:
- C.E.I.P. Giner de los Ríos de Albacete
- C.E.I.P. Francisco Giner de los Ríos de Mèrida (Extremadura)
- C.E.I.P. Francisco Giner de los Ríos de La Algaba (Sevilla)
- C.E.I.P. Francisco Giner de los Ríos de Mairena del Aljarafe (Sevilla)
- C.E.I.P. Francisco Giner de los Ríos de Elx
- C.E.I.P. Francisco Giner de los Ríos de Barbate (Càdiz)
- C.E.I.P. Francisco Giner de los Ríos de Villarrobledo (Albacete)
- C.E.I.P. Francisco Giner de los Ríos de Valladolid
- C.E.I.P. Francisco Giner de los Ríos de Múrcia
- C.E.I.P. Francisco Giner de los Ríos de València
- C.E.I.P. Giner de los Ríos Fuenlabrada (Madrid)
- C.E.I.P. Giner de los Ríos Torrejón de Ardoz (Madrid)
- C.F.P.A. Francisco Giner de los Ríos d'Alacant
- I.E.S. Francisco Giner de los Ríos de Alcobendas (Madrid)
- I.E.S. Francisco Giner de los Ríos de Motril (Granada)
- Instituto Español Giner de los Ríos Lisboa (Portugal)
- C.E.I.P. Giner de los Ríos de Dos Hermanas (Sevilla)